# ČSD-Baureihe S 479.0
Die ČSD-Baureihe S 479.0 war eine vierachsige elektrische Versuchslokomotive der Tschechoslowakischen Staatsbahn (ČSD) für das 25-kV-Wechselstromsystem im Süden und Westen der einstigen Tschechoslowakei. Sie waren die ersten Lokomotiven des Herstellers Škoda für das 25-kV-Wechselstromsystem und waren zudem für den Export gedacht.

## Geschichte
Nachdem für die Hauptstrecke der ČSD von Chomutov nach Čierna nad Tisou genügend Elektrolokomotiven zur Verfügung standen, lieferte Škoda Plzeň 1961 die ersten Lokomotiven für das mit 25 kV 50 Hz elektrifizierte Netz im Süden und Westen des Landes.
Die beiden Probelokomotiven wurden von den Gleichstromlokomotiven der ČSD-Baureihe E 469.1 und E 499.1 abgeleitet. Beide Lokomotiven fuhren probeweise auf dem 1961 fertiggestellten elektrischen Abschnitt Plzeň – Blovice.
Der Einsatz der Lokomotiven diente dem Gewinn von Erfahrungen, die für die spätere Konstruktion weiterer Lokomotiven dienten. Zu ihrer Bauzeit als E 479.0 bezeichnet, wurden sie nach 1965 zur Unterscheidung zwischen Gleichstrom- und Wechselstromlokomotiven als S 479.0 eingereiht. Die S 479.001 fuhr 1962 und 1963 in der Sowjetunion, zur gleichen Zeit wurde die S 479.002 zu Vorstellungsfahrten nach Bulgarien und Rumänien gebracht.

## Technische Merkmale
Die Lokomotive brachte eine ganze Reihe neuer, moderner Konstruktionselemente mit sich, mit denen die ČSD bisher keine Erfahrung hatte. Bei gleicher Länge wie die E 469.1 und E 499.1 wurde der gesamte Radstand sowie der Radstand in den Drehgestellen auf 2.800 mm gekürzt.
Im mechanischen Teil waren die Lokomotiven mit einem Lokkasten mit vier Aufstiegen wie bei den Gleichstromlokomotiven der Reihe E 469.2 sowie den Wechselstromlokomotiven der Reihe S 499.02 ausgerüstet. Sie hatten eine Achsentlastung mit einer schrägen Stange zur Hilfe beim Anfahren. Die Drehgestelle waren eine Neukonstruktion.
Im elektrischen Teil waren die Lokomotiven mit einem Transformator mit einer Leistung von 4.300 kVA ausgerüstet. Seine Heizleistung betrug 500 kVA. Der vom Transformator entnommene Strom wurde mit einem Quarz-Kiesel-Gleichrichter umgeformt, so dass für jeden Traktionsmotor ein Gleichrichterblock (1025 A, 750 V) zur Verfügung stand. Für die Hilfsbetriebe war ein Gleichrichterblock zuständig. Die Traktionsmotoren waren Gleichrichtermotoren (Traktionsleistung 710 kW, Stundenleistung 750 kW bei 900/min und 750 V sowie 1080 A). Sie waren je Drehgestell in Reihe geschaltet. Ihre Leistung wurde mit einer Gelenkkupplung Bauart Škoda mit einem Übersetzungsverhältnis von 1:4,04 auf die Antriebsachse übertragen. Vorteilhaft war die dauerhaft parallele Schaltung der Fahrmotoren, sie wurden mit 32 Fahrstufen am Abgang des Transformators geschaltet.
Die Lokomotiven waren mit der selbsttätigen Traktionsbremse DAKO – GP, einer Zusatz- und einer Handbremse ausgerüstet.